# Óscar Godoy
Óscar Godoy (Valparaíso, 1967) è un regista e sceneggiatore cileno.

## Biografia
Nasce in Cile e studia in Venezuela, dove completa la sua formazione accademica in graphic design. Esordisce nel cinema in Venezuela realizzando un documentario, Mariachi Alpha, e in seguito si trasferisce in Spagna dove dirige la serie televisiva Los años del No-Do.
Di nuovo in Sudamerica, nel 2007 è assistente alla regia di Pablo Trapero per Nacido y criado. Affianca a queste attività quella di sceneggiatore. Ulises, del 2011, premiato al Sanfic 2011, è il suo film d'esordio alla regia.

## Filmografia
- Mariachi Alpha - documentario (1994)
- Ulises (2011)
- Bala Loca - serie TV, 10 episodi (2016)
- Ni Tan Hit - serie TV, 6 episodi (2018)